# Ciénega (Boyacá)
Ciénega es un municipio colombiano ubicado en la provincia de Márquez, en el departamento de Boyacá. Limita en el flanco oriental de la cordillera Oriental de Los Andes colombianos, en el centro oriente del departamento de Boyacá. Se encuentra a aproximadamente 24 km de la capital departamental, Tunja, cuyo acceso es por una vía pavimentada.

## Toponimia

### Origen lingüístico[4]
- Familia lingüística:
- Lengua:

### Significado
Ciénaga posiblemente pertenece a la lengua general Muisca y presenta los vocablos sie “agua”, ne “aunque, sin embargo”, sienaga : “pasajero”, ga “atrás, cuesta”. El nombre de la Diosa tutelar de las aguas en la mitología muisca es Sie.

### Origen / Motivación
En lengua Muisca esta palabra designaba un caracter mítico a los recursos naturales y la ubicación de sus dominios. Un terreno quebrado como el del municipio de Ciénaga muestra pendientes y riquezas hídricas.

## Historia

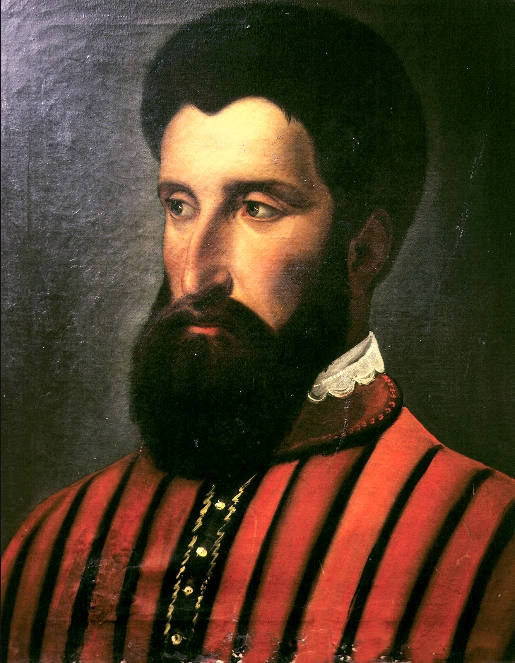
El conquistador Gonzalo Jiménez de Quesada fue de los primeros españoles en pasar por el actual territorio de Boyacá.

### Período precolombino
El territorio era habitado por indígenas de la cultura Muisca. En la parte baja del municipio y a orillas del río Juyasia se encuentra Quitapesares, el vestigio de un asentamiento de aborígenes que dejaron jeroglíficos grabados con sustancias indelebles sobre inmensas piedras que muestran todo un lenguaje a través de signos. La Laguna Calderona fue también un sitio sagrado para los indígenas muiscas.

### Fundación
La fundación de la parroquia se llevó a cabo casi tres siglos después de haber pasado el primer conquistador español, Gonzalo Jiménez de Quesada, al territorio de la actual Boyacá. 
La fundación oficial de Ciénega fue el 22 de octubre de 1818; sin embargo, los antecedentes son la compra y edificación de la parroquia, así como su proceso y confirmación del gobierno nacional después de la Independencia, su posterior designación como cantón, hasta su designación como municipio. El acta de fundación de la parroquia reza así: 

“Siachoque quince de abril de mil ochocientos diez y siete. 
Con escritura, ante mí, don Francisco Antonio Castro, Corregidor del partido de Chivatá, de la provincia de Tunja; pareció presente doña María de la Luz Castro, a quien conozco y doy fe que ante testigos dijo: que siendo invitada por los arrendatarios de la hacienda de Ciénega, como dueña y poseedora de ella para que si era su gusto el que en dicha hacienda se erigiera una nueva parroquia por las muchas necesidades tanto espirituales como temporales que padecen, dijo: Que persuadida de esta verdad no solo lleva a bien el que se erija la parroquia, sino que cede, como tal dueña y poseedora, el terreno necesario para la población de ella. Entiéndase que dividido en solares o cuadras sean estas vendidas a diversos compradores y que la cantidad de todas ellas que vendida resulte en su voluntad el cederlas a beneficio de ellos mismos; queriendo que no tenga otra inversión sino para contribuir hasta su total perfección, una iglesia capas y suficiente en la referida parroquia, queriendo que ésta su donación tenga toda la firmeza que por derecho se requiere; pues siendo en honra de Dios y beneficio público, queda por el mismo hecho aceptada y de las que el derecho llama intervivos, por cuyo motivo irrevocable. Y a firmeza y cumplimiento si ella se obliga con todas las solemnidades y formalidades del derecho para que en vista de este su público instrumento puede ser compelida al cumplimiento de ella renunciando como derecho renuncia todas las leyes, fueron derechos y privilegios que a su favor hagan. En cuyo testimonio así lo dijo, otorga y firma por ante mí el citado corregidor en presencia de testigos por falta de escribano. Francisco Antonio Castro. –María de la Luz Castro. –Testigo, Juan Bautista Monrroy. –Testigo, Manuel Antonio Espinosa”

Después de formar parte de Ramiriquí, la familia Vásquez adquirió estas tierras, y convirtiéndolas en hacienda, Ciénega fue por muchos años propiedad del español Simón Vásquez, padre del señor José Cayetano Vásquez, asociado con los eventos de la Independencia; este ciudadano murió en el patíbulo de Tunja, el 29 de noviembre de 1816, por orden del "pacificador" Pablo Morillo.[cita requerida]
La Hacienda, había llegado a manos de Simón Vásquez tras la cesión de derechos de la hacienda al casarse con doña María Francisca Gallo Alarcón y Sánchez donde se realizó la compra que hicieron su madre y hermanos. Los habitantes de Ciénega encontraban que Ramiriquí, población de la que dependían eclesiástica y civilmente, les quedaba muy distante, y mediante memoriales solicitaron el permiso para fundar un nuevo poblado. Esos documentos fueron enviados a las autoridades de Santafé de Bogotá. Cuando falleció el hijo de Simón Vásquez, el doctor don José Cayetano Vásquez, en 1816, la hacienda Ciénega pasó a ser propiedad de la viuda de José Cayetano, doña María Luz Castro, quién el 15 de marzo de 1817 cedió terreno necesario para la fundación de la nueva parroquia. El 14 de agosto de 1817 la autoridad eclesiástica y el virrey dieron la aprobación inicial a la erección de la parroquia de Ciénega. Por tanto hace constar que:

“Santa Fe , catorce de agosto de mil ochocientos diez y siete vistos con lo expuesto por el misterio fiscal, se aprueba por lo que nos toca la erección de parroquia en el sitio de Ciénega demarcación de la de Ramiriquí y remítase con nuestro correspondiente oficio de estilo al excelentísimo señor Virrey para que en uso de sus altas facultades se sirva dictar su aprobación o la providencia que estimare conveniente por lo que toca al real patrono –doctor Francisco Xavier Guerra de Mier ante mi Agustín de herrera- notario mayor”. “Don Juan Sámano, mariscal de campo de los reales ejércitos, virrey gobernador y capitán general del nuevo reino de granada, etc. Aprobó la fundación de la parroquia: Por tanto para lo así proveído tenga su debido efecto acordé librar el presente y por el conforme a las facultades que a mi superioridad residen como Vice-Patrono real, desde luego consiento en la erección de parroquia en el sitio de Ciénega en la forma en que se ha decretado por la autoridad eclesiástica en su virtud se señalan por términos los que consta en la diligencia practicada por el comisario de la misma curia doctor don Gerónimo Montañés. En cuya atención, teniendo cumplido los vecinos con el otorgamiento de la escritura y verificando lo demás de su cargo desde luego en nombre del rey nuestro señor (que Dios guarde) y en uso de sus facultades que en mi superioridad residen, apruebo la citada parroquia del sitio de la Ciénega de la parroquia de Ramiriquí y ruego y encargo al discreto provisor gobernador del arzobispado que con atención a la condescendencia presentada por mi superioridad, continúen en las que restan para su perfección. Para todo lo cual doy el presente firmado por mi mano, firmado con el de mis armas y refrendado del infrascrito escribano de su majestad encargado del despacho de los asuntos de la escribanía mayor de gobernación del runo en Santafé de Bogotá y a Veinte y dos de octubre de mil ochocientos diez y ocho. –Juan Sámano”.

El 22 de octubre de 1818, el gobernador y capitán general del Virreinato de la Nueva Granada, Juan Sámano aprobó la fundación de la nueva parroquia. 
Para el 3 de febrero de 1820, Simón Bolívar confirmó una vez más lo suscrito por Don Juan Sámano a través de decreto, la aprobación dada por el gobierno español. Ramón Correa hace referencia al acta de confirmación de dicha fundación: 

“Cuartel general de Tunja 02/03/1820 –apruébese en la parte que corresponde al gobierno el título de parroquia de la Ciénega expedido por el gobierno español… Parroquia de la concepción de Ciénega”

El 13 de julio de 1820, en la parroquia de Nuestra Señora de la Inmaculada Concepción de Ciénega se realizó una reunión donde se eligió por unanimidad a José Joaquín Reyes como delegado del pueblo a la asamblea que se llevó a cabo el 6 del mismo mes en Toca y en donde se escogieron los representantes de los pueblos del Partido de Chivatá al Congreso General de Colombia que se reunió en Villa del Rosario de Cúcuta el 1 de enero de 1821.
Acción anterior corroborada en el documento en el que se da beneplácito y permisión al primer “cura” sacerdote de la nueva Parroquia de Ciénega: 

“República de Colombia. -Despacho de lo anterior.- Palacio del gobierno en Bogotá, a 2 de diciembre de 1823 -13.- Al discreto provisor vicario capitular del arzobispado de Bogotá. –Habiendo sido aprobado por S. E. el libertador presidente del 3 de febrero de 1820 la erección de la nueva parroquia de la Ciénega en la provincia de Tunja, según aparece de la resolución que se halla en la hoja 1ª. Del expediente que U.S. me remitió con su oficio del 26 del ppo. El supremo gobierno de la república no tiene inconveniente en que el presbítero Pedro Rojas a quien aquel vecindario ha postulado como su primer cura propio pase a servir este beneficio. –Dios guarde a U. S. –José Manuel Restrepo”

El plano de Ciénega y su respectiva parroquia indican y reconocen los municipios con los cuales limita en la primera mitad el siglo XIX, partiendo en principio de su dependencia de Ramiriquí.
Antes de pertenecer Ciénega a la Provincia de Márquez, correspondió al Cantón de Ramiriquí:

“El congreso de 1839 estableció en la parroquia de Tunja un cantón compuesto de los territorios parroquiales de Ramiriquí, Viracachá, Ciénega, Jenezano, Tibaná, Chiriví, Turmequé, Hato viejo y Venta quemada, con cabecera en Ramiriquí”.

La asignación al municipio de Soracá situación limítrofe de Ciénega expresada por acontecimientos históricos para su existencia legal en la que se puede constatar, confundir y nublar caracterizaciones geográficas espaciales de sus alrededores:

“Soracá es un poblamiento de origen indígena anterior a la conquista. Hasta el año 1954 funciona como municipio y por decreto No. 2453 fue convertido en corregimiento de Tunja, lo cual fue ratificado por la ley No 141 de 1961. Por fallo del 15 de julio de 1976 volvió a su antigua categoría de municipio. Por medio de la ordenanza No 41 del 14 de diciembre de 1978 fueron ratificados y revisados sus límites municipales”

## Geografía
Ciénega limita al norte con los municipios de Viracachá y Soracá, al este con Rondón, al sur con Ramiriquí, y Rondón y al oeste con Ramiriquí. Cuenta con una extensión territorial de 73 km².
El relieve es accidentado e irregular, presentando variaciones de altura que oscilan entre los 2000 y 3425 m s. n. m.  Las elevaciones más importantes son: la Cuchilla del Bijagual, el Cerro de La Salina, el Cerro de San Vicente y la Serranía de las Galeras.

### Clima
De acuerdo al IDEAM, Ciénega está sobre los 2460 m s. n. m., por lo que se considera que el clima es de piso bioclimático frío, con una temperatura media de 16 ℃. Las lluvias anuales tienen promedios entre los 1000 y 1500 mm; el promedio mensual de lluvias está entre 20 y 115 mm. No obstante, los periodos de distribución de las lluvias son bimodales y se pueden observar dos períodos bien marcados, el primero entre abril y junio y el otro entre octubre a noviembre. En estos periodos la precipitación puede llegar a los 320 mm. Las mayores precipitaciones se presentan en el páramo del Bijagual (1500 mm/año), y las menores en las veredas de Manzanos y Guatareta (800 mm/año).

### Hidrografía
Ciénega forma parte de la cuenca del río Viracachá o Juyasía; con quebradas, afluentes como La Isla, San Vicente, El Guamo, Delicias, Tapias, Cebadal, Manzanos, entre otras.
En la parte alta de Ciénaga hay un sistema de lagunas alineadas que se formaron durante la última era glacial y la formación de la Cordillera Oriental de los Andes colombianos. Entre las principales lagunas de origen glacial está la laguna La Calderona, la cual es la más grande de origen glacial que hay en la región. Se formó en la era glacial y está localizada en la Vereda Albañil a 3130 m s. n. m., su longitud máxima es de 618 metros, el ancho máximo es de 272 metros y la profundidad máxima es de 25 metros. Constituye un reservorio de aproximadamente 1,7 millones de metros cúbicos de agua. Alimenta a la quebrada el Conchudo. El lugar está cubierto de niebla la mayor parte del año, excepto en los meses de noviembre a marzo. 
La laguna de Las Arrebiatadas, al igual que la laguna la Calderona, pertenece al ecosistema de bosque húmedo andino. Ambas están localizadas sobre los 3080 m s. n. m., en promedio de acuerdo a estudios de Corpochivor,
Este sistema está compuesto por otras tres lagunas: laguna Larga, La Gloria y La Pensilvania. La laguna Larga, se localiza en la vereda Albañil, a 3110 m s. n. m. y tiene una longitud máxima de 140 m, el ancho es de 16 m, y la profundidad máxima es de 3 m. Es alimentada por el chorro proveniente de la Calderona, y en ella nace el chorro que alimenta a la laguna La Pensilvania. 
La laguna La Pensilvania, está ubicada en la Vereda Albañil a una altitud de 3095 m y una profundidad máxima de 10 m. Es alimentada por el chorro proveniente de la laguna Larga, y en ella nace el chorro que alimenta el la laguna La Gloria. 
La laguna la Gloria, se localiza en la vereda Albañil, a una latitud de 3080 m s. n. m. Su longitud máxima es de 205 m, el ancho máximo es de 59.6 m y la profundidad máxima es de 10 m Es alimentada por el chorro que proviene de laguna Larga, en ella nace la quebrada El Guamo. Otras lagunas son El Pozo Azul y Los Patos, Están ubicadas también en la vereda Albañil, en el sitio conocido como La Mesa. Su altitud esta sobre los 3080 m s. n. m., y su temperatura promedio es de 10 °C. Otro sitio de interés Hidrográfico es la cascada La Chorrera, ubicada dentro del mismo ecosistema del Páramo de Bijagual, en la vereda de El Plan encontrándose a una altitud de 2850 m s. n. m. y tiene una altura de 150 metros. No presenta problemas de contaminación Esta cascada, está formada por el río El Guamo y posee una temperatura promedio de 10 °C.

### Flora y fauna[9]
La vegetación es de clima húmedo, de porte bajo y se encuentra intervenida en gran medida. En alguna zona se conserva, especialmente los frailejones y pajonales, las especies dominantes. Según la clasificación L.R. Holdridge, en el municipio existen las siguientes unidades bioclimáticas:
- Bosque seco montañoso bajo: Temperatura 14 °C; promedio de lluvias 800 – 1000mm/año; Altitud 2100 – 2400 m s. n. m. La vegetación consiste mayoritariamente en especies como el espino, hayuelo, penco, tabe y pasto; se encuentra en las veredas de Manzanos, Guatareta, Calabazal, y Piedra Larga.

- Bosque pluvial montañoso bajo: Temperatura 12 °C. Abarca las veredas de San Vicente, Albañil, Plan, Reavita, Tapias, Cebadal.

- Bosque pluvial sub – andino: Temperatura 3 °C, - 6 °C; promedio de lluvia 2000 mm/año; altitud de 3000 – 3400 m s. n. m. Las veredas circundantes son: San Vicente, Albañil, Plan, Reavita, Tapias y Cebadal.

El municipio de Ciénega contiene parte del cinturón de páramos del Bijagual, Rastrojos y Bosques alto andinos, que se extiende hacia los municipios de Ramiriquí, Rondón y Viracachá. Los páramos constituyen un corredor de distribución de fauna que comunica con la región oriental de Colombia, hacia el descenso de aguas que va al Piedemonte Llanero donde hay trásito de fauna hasta la parte alta de la cordillera con la cuenca fluvial del río Chicamocha, Jenesano, y páramos de la zona Centro de Boyacá. 
El páramo del Bijagual presenta una ubicación estratégica con respecto a los páramos aledaños. Constituyéndose en un eslabón importante en la vasta zona paramuna hacia la zona centro de Boyacá y al oriente donde se ubican los páramos del norte de Ciénega Cortaderal tronaderas, Pesca y Siachoque continuo del páramo del Bijagual al norte, disectado por quebradas y montañas colinadas y escarpadas. De los ecosistemas de Viracachá, Siachoque los que actualmente presentan las mejores garantías para la permanencia de la gran diversidad faunística. Los Rastrojos alto andinos, los cuales a su vez se ven favorecidos por corredores como lo son los bosques de galería de los Ríos y Quebradas locales; corredores que puntualmente en varios sectores presentan discontinuidad por asentamientos humanos con sus consecuentes resultados de fraccionamientos de ecosistema. Originalmente esta zona es hábitat del oso de anteojos, el venado de cola blanca, habitante especialmente de páramo, el armadillo, zorro, fara, gauche, ratón murciélago, comadreja, y conejo, entre las aves tenemos la paloma, torminejas, azulejos, cucaracheros, reinitas, pavas, toches, turpiales, tucanes, loros y carpinteros Entre los reptiles y anfibios que abundaban la zona las serpientes, debido al peligro que representa para el hombre y los animales. En cuanto a la fauna acuática de mayor frecuencia se observa la trucha arco iris. De la fauna invertebrada encontramos toda variedad de colémbolos, miriápodos, arácnidos, ácaros, lumbrícidos, nematodos, y variedad de estados larvarios de insectos.

## Organización territorial
El municipio de Ciénega se divide en 12 veredas: San Vicente, Albañil, Plan, Reavita, Tapias, Cebadal, Espinal, Piedra Larga, Calabazal, Guatareta, Manzano y Centro. Evaluando su extensión se observa que la vereda más grande es Albañil seguida de Cebadal, San Vicente y Plan.
| Veredas               | Área en m² |
| --------------------- | ---------- |
| Albañil               | 9.452.349  |
| Calabazal             | 2.342.982  |
| Cebadal               | 8.506.373  |
| Centro o Casco urbano | 271.062    |
| Espinal               | 2.398.178  |
| Guatareta             | 1.227.437  |
| Manzanos              | 2.234.312  |
| Piedra Larga          | 2.171.581  |
| Plan                  | 6.809.140  |
| Reavita               | 5.113.657  |
| San Vicente           | 7.827.956  |
| Tapias                | 6.000.275  |

En el área urbana no hay división legal en barrios. Sin embargo, existen sectores que tiene diferentes denominaciones de acuerdo a las familias que habitan en cada sector y que se identifican como tal, básicamente por costumbre de la población; entre estos tenemos: Del Chispero a la Culebrera: Calle 3, de Carrera 7.ª a la carrera 1.ª Calle de la paz: desde la Capilla de velación, la funeraria y lo que cubre la calle 4.ª entre 5.ª y 6.ª La playa: los sectores comprendidos entre Kra 2.ª y 3.ª con calles 3.ª y 4.ª Y José Cayetano Vásquez: sector entre las calles 3.ª con Kra 10.ª.

## Economía
Según lo que argumenta el Esquema de Ordenamiento Territorial, la economía de Ciénega se basa principalmente en la producción y comercialización agropecuaria. La ganadería es el principal sector de la economía del municipio, representada en el uso del suelo del 65,66%, seguida por la agricultura con el 31,91%. La ganadería está representada por ganado normando de doble propósito. También cabe destacar que el municipio cuenta también con una pequeña actividad minera en una pequeña o nula producción de carbón, piedra y esmeraldas.
En Ciénega se pueden encontrar artesanías de diversos materiales como la lana, cuero y la madera. Se destaca la producción de tejidos en telar como ruanas, cobijas y sacos.
Entre la actividad pecuaria, como ya se mencionó, la ganadería es el principal sector económico del municipio, representada el uso del suelo del 65,66%, seguida de la agricultura con el 31,91%. La ganadería está representada por ganado normando de doble propósito.
tiene menores requerimientos ambientales que la agricultura
Se estima que la actividad agropecuaria, Ciénega cuenta con una producción agrícola en el cual se produce al año un estimado de producción aproximado en: papa (110’ ha por semestre) maíz (20ha), arracacha (16 ha) y arveja entre otros. Tomate de árbol (15 ha) uchuva (1ha).
Para el año 2007, se tiene que la producción de uchuva se tiene una superficie productiva de 1000 ha en el último año, para tomate de árbol, se tiene como producción 240 ha, de arveja de 1430 ha, Fríjol 50 ha y de papa 1850 ha.
Los días de la actividad agropecuaria para el día de Mercado son los viernes y domingos.

## Turismo
- Parque Natural El Cañal: Destino para ecoturismo, ubicado en la vereda de Albañil. Fue creado en 1999 con recursos del municipio y de CORPOCHIVOR. Este escenario natural está caracterizado por un inmenso territorio rico en ecosistemas del bosque fluvial andino, con mucha biodiversidad. El parque posee el sistema de lagunas denominado Las Arrebiatadas, donde se localizan los espejos de agua: La Gloria, Pensilvania y Laguna Larga, complementadas por la laguna la Calderona.[12]

- Laguna Calderona: Es la fuente hídrica más importante de la Provincia de Márquez, que representa el símbolo natural para los cieneganos. Sobre esta laguna se conserva la mayor parte de la tradición oral sobre el municipio, además de que fue un sitio sagrado para los indígenas muiscas de esta región del departamento.[13]

- El Cerro de San Vicente: En la parte más alta del cerro San Vicente, cerro tutelar, hay un mirador donde se pueden observar los paisajes de las provincias de Márquez y Lengupá, pues desde allí se divisan los municipios de Tibaná, Jenesano, Ramiriquí, Viracachá, Boyacá, Rondón, Zetaquira, Miraflores y Berbeo. Dependiendo del clima, la vista se bloquea por la neblina. Rondón asciende desde el profundo abismo hacia la cima del cerro que posteriormente desciende a Ciénega, sobre el bosque y la laguna La Calderona, la fuente hídrica más importante de la provincia de Márquez que representa el símbolo natural para los cieneganos. Monte adentro y por el mismo sendero está el parque natural El Cañal, de propiedad del municipio, donde sobresalen las lagunas de Las Arrebiatadas y Los Patos.

- Piedras petrográficas de Quitapesares: En la parte baja del municipio y a orillas del río Juyasia se encuentra Quitapesares, el vestigio de un asentamiento de aborígenes, donde se encuentran los jeroglíficos grabados con sustancias indelebles sobre inmensas piedras que muestran todo un lenguaje a través de signos.

## Vías de comunicación
El municipio de Ciénega tiene dos vías de acceso. La primera vía conmunica con la ciudad de Tunja pasando por los municipios de Soracá y Viracachá. La vía está pavimentada en un 45 %. La segunda vía por la ruta Boyacá - Ramiriquí - Ciénega que tiene una carretera en mejor estado.[cita requerida]

## Educación
Según el Esquema de Ordenamiento Territorial de Ciénega se realizó en éste una “Construcción, análisis y comparación de los principales indicadores de calidad educativa (eficiencia, eficacia y efectividad) Estimando de un índice de condiciones educativas a nivel municipal e interveredal”.
La educación en Ciénega se encuentra cubierta en un 100% por el sector oficial, con 32.353 m² de área de los cuales se distribuyen 4.773 m² de construcción 7.129 m² en áreas deportivas y 20.851 m² en áreas libres, que permiten ofrecer una cobertura frente a la demanda de los niveles de preescolar, básica primaria y secundaria del municipio.

## Sistema de servicios públicos
Todas las veredas en el municipio tienen acueducto, sin embargo no todas las viviendas cuentan con este servicio debido a la incapacidad económica en algunos casos y en otros por la corta extensión de la red o por tener un nivel superior a la fuente de abastecimiento. Como en todas las veredas existen ríos o quebradas, la población se vale de estas fuentes para abastecerse del agua que es utilizada especialmente en el regadío de cultivo y cría de ganado.
Respecto a la disposición final de las excretas en la zona rural todas las viviendas que tienen sistema de eliminación las vierten a pozos sépticos y las que no tiene inodoro ni letrina eliminan las excretas a campo abierto causando contaminación. La recolección y la disposición final de basuras solo es funcional en la parte urbana, este servicio es contratado por la alcaldía con una compañía con sede en Ramiriqui, la cual cada miércoles envía un camión recolector de basura y posteriormente la lleva a un relleno sanitario ubicado en Ramiriqui. En el área rural las basuras en su gran mayoría son quemadas y solo un pequeño porcentaje de personas las entierran. 
En la zona urbana el municipio se abastece de una fuente captadora denominada el guamo de la cuenca del río Juyasía y con un caudal otorgado de siete litros por segundo. Su uso es doméstico y no existen factores de riesgo en su captación.
En la zona rural las veredas se abastecen de las fuentes que generan las quebradas de todas y cada una de estas, concesionadas de las cuales su caudal promedia 4 litros de agua por segundo aproximadamente, la mayoría del uso es doméstico y los factores de riesgo en el punto de captación en algunos casos se debe a que existen zonas de pastoreo, hay libre acceso de personas y es incidente el crecimiento de los cultivos con el riesgo de fumigación. 
En la vereda espinal, en la quebrada de las delicias y en el centro del municipio se ha podido verificar una contaminación del ecosistema específicamente en el agua, por desechos industriales de las empresas de lácteos y en el aire por emanaciones industriales con humo.

## Infraestructura
La infraestructura de servicios está acorde con los servicios que presta; sin embargo la demanda de servicios y la carencia de espacios requiere de una readecuación física por lo cual mediante convenio firmado entre el municipio y la ESE en el año anterior se está gestionando la adquisición de un lote para la construcción de una nueva infraestructura, lo que permitirá ofrecer otros servicios complementarios a la población. 

### Salud
Cuenta con una ambulancia cuyo vehículo es de propiedad de la E.S.E.
Ciénega cuenta con un centro de salud, ubicado en el casco urbano y presenta una adecuada asistencia a las necesidades de sus beneficiarios. El centro de salud presta los servicios de primer nivel; consulta médica general, consulta de urgencias, consulta odontológica, laboratorio clínico, observación, atención de parto y neonatos, promoción y prevención en planificación familiar. Su personal médico y de servicios asistenciales está conformado por dos médicos, uno de planta y otro de medio tiempo; un odontólogo de planta, un jefe de enfermería de tiempo completo, un auxiliar de enfermería de medio completo y una auxiliar promotora. Así mismo el centro asistencial tiene convenio con empresa promotoras de salud (EPS) como Comfamiliar, Comfaboy, Emdisalud, Redsalud y Colombiana de Salud.
De acuerdo al EOT, el 50,65%, asisten al centro de Salud en caso de enfermedad, un 36,79%, acuden al remedio casero, un 5.63%, asisten al Hospital del Municipio de Ramiriquí, un 5,31%, utilizan los servicios de médicos particulares, un 0,71% los del médico naturista y otros servicios médicos con un 0,91%.

## Cultura

### Religión
La población cienegana es mayoritariamente católica; sin embargo, algunos habitantes profesan otras religiones, como las que se relacionan a continuación obtenidas de las encuestas:[cita requerida] Católica 1086, Evangélica 1, Otras 6, para un total del 102. Este se refiere al número de familias, por consiguiente los practicantes son más, teniendo en cuenta la población real del municipio.

### Cieneganos ilustres
José Cayetano Vásquez (7 de abril de 1771 – 29 de noviembre de 1816), a pesar de ser oriundo de la ciudad de Tunja, pero vinculado con la historia del municipio, al ser hijo de los antiguos dueños de aquellos dominios de lo que entonces era la hacienda de su padre Simón Vásquez, fue regidor del Cabildo de Tunja, casado con María Francisca Gallo Sánchez, reconocido español en la aristocracia tunjana preindependista.
Felipe Santiago Cuervo, fue canónigo de la Catedral de Tunja y se distinguió como orador sagrado, Julio Guerra, cura corazonista, Jesús María Coronado, como figuras eclesiásticas; Se destaca el abogado Siervo Sanabriaque se caracterizó siendo juez de circuito; el naturalista Doctor en Química Maximino Soler Sanabria; el pedagogo Eduardo Barajas, quién fue rector de la Escuela de Varones de Tunja y el arquitecto Alfonso Cuervo.
Desportistas de Ciénega se han destacado a nivel nacional e internacional, como es el caso del ciclomontañista campeón de varios torneos internacionales, Leonardo Páez, participante en los Juegos Olímpicos, celebrados en Pekín en 2008. Se destacan además el ciclista Julio Caro, y los sacerdotes católicos Alfonso Sanabria y Abelardo Arias.